# Station to Station
Station to Station este al zecelea album de studio al muzicianului englez David Bowie, lansat prin RCA Records în 1976. Văzut adesea ca unul din cele mai semnificative materiale ale artistului, Station to Station este cunoscut și datorită ultimului mare 'personaj' afișat de Bowie și anume The Thin White Duke. Albumul a fost înregistrat după ce Bowie a terminat filmările la filmul lui Nicolas Roeg, The Man Who Fell to Earth iar coperta discului reprezintă un prim-plan din film. Pe parcursul înregistrării albumului Bowie era puternic dependent de droguri, în special de cocaină și nu își amintește aproape nimic din realizarea materialului.
Muzical, Station to Station a fost un album de tranziție pentru Bowie, dezvoltând influențele de muzică funk și soul de pe precedentul disc, Young Americans dar trasând și o nouă direcție spre sintetizatoare influențat, fiind, de trupe germane de muzică electronică precum Kraftwerk și Neu!. Această nouă direcție își va atinge apogeul în așa-numita Trilogie a Berlinului (albumele Low, "Heroes" și Lodger) înregistrată cu Brian Eno în 1977-79 și care va cunoaște un mare succes. Versurile de pe Station to Station reflectau preocupările lui Bowie față de Nietzsche, Aleister Crowley, mitologie și religie.
Cu melanjul său de funk și krautrock, balade romantice și ocultism, Station to Station a fost descris ca fiind "în același timp unul din cele mai accesibile albume ale lui Bowie dar și cel mai impenetrabil material al său". Conținând singleul "Golden Years", albumul a intrat în Top 5 atât în clasamentele din Regatul Unit cât și în cele din SUA. În 2003, albumul a fost clasat pe locul 323 în Lista celor mai bune 500 de albume ale tuturor timpurilor stabilită de revista Rolling Stone.

## Tracklist
1. "Station to Station" (10:14)
2. "Golden Years" (4:00)
3. "Word on a Wing" (6:03)
4. "TVC 15" (5:33)
5. "Stay" (6:15)
6. "Wild Is the Wind" (Ned Washington, Dimitri Tiomkin) (6:02)

- Toate cântecele au fost scrise de David Bowie cu excepția celor notate.

## Single-uri
- "Golden Years" (1975)
- "TVC 15" (1976)
- "Stay" (1976)